# 2A-Peptide

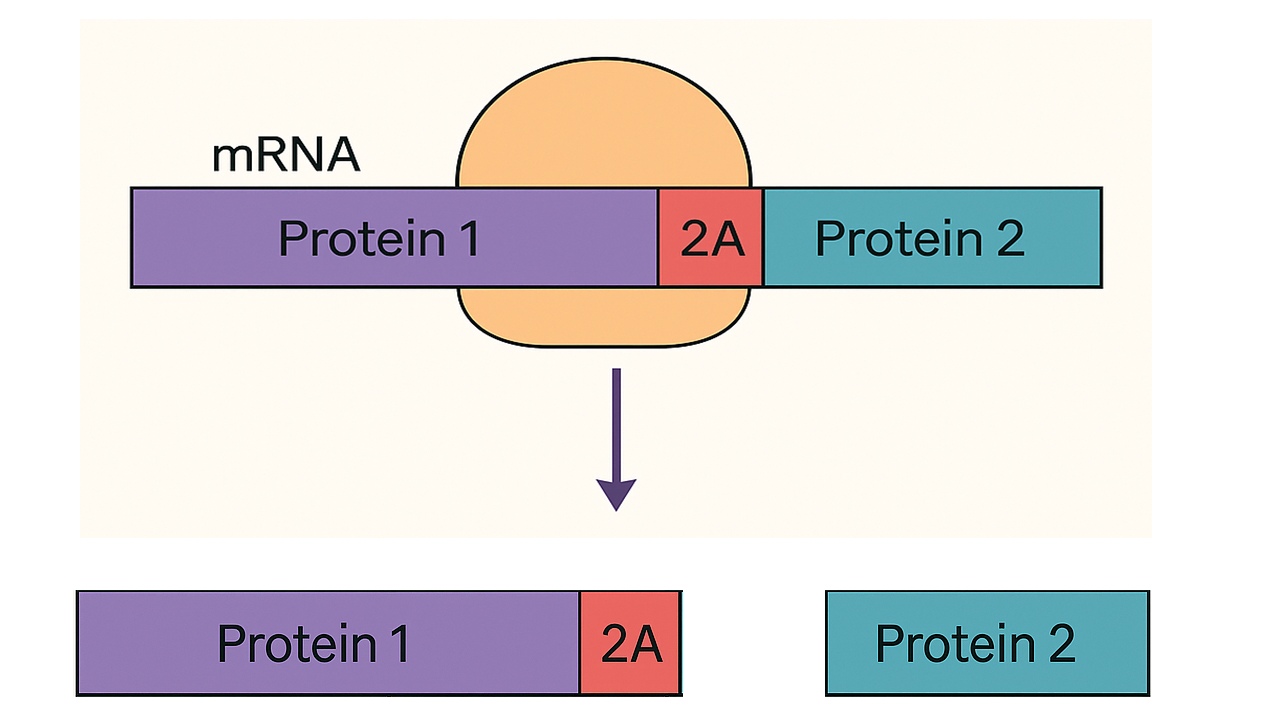
Fusionsprotein (oben) und Spaltung eines Fusionsproteins mit 2A-Peptid (unten)

2A-Peptide sind eine Klasse von viralen Strukturmotiven, welche in Proteinen vorkommen und diese während der Translation teilen.

## Eigenschaften
Die erste 2A-Peptid-Sequenz wurde im Maul-und-Klauenseuche-Virus (als Übersetzung von engl. Foot-and-mouth disease virus, abgekürzt FMDV) entdeckt. 2A-Peptide wurden in verschiedenen Säugetierviren (der Familie der Picornaviren) und vielen Insektenviren beschrieben. Die Benennung erfolgte nach dem Namen des Gens einer Peptidase namens 2Apro des Virus, in dem es erstmals gefunden wurde. So stammt das P2A-Peptid vom Porzinen Teschovirus 1 (als Übersetzung von engl. porcine teschovirus-1, abgekürzt PTV1).  Hier führt die 2A-Sequenz zur cotranslationalen Teilung von zwei Proteinen innerhalb eines einzelnen offenen Leserahmens (als Übersetzung von engl. open reading frame, abgekürzt ORF). Es wird angenommen, dass die 2A-Sequenz die Ausbildung einer regulären Peptidbindung am Ribosom inhibiert und es folglich zur Trennung der Peptide während der Translation kommt. Vermutlich wird während der Translation am Ribosom die Bildung einer Gly-Pro-Bindung C-terminal am 2A-Peptid übersprungen. Der genaue Mechanismus ist noch unbekannt. Die Spaltung erfolgt stets vor dem C-terminalen Prolin des 2A-Peptids. Daher erhält das zweite (C-terminale) Peptid ein Prolin als N-Terminus und das erste (N-terminale) Peptid die restliche 2A-Sequenz als C-Terminus.

## Anwendung
Gentechnisch werden 2A-Peptide beim Vektordesign eingesetzt, um ein Protein nach der Expression an gezielter Stelle in zwei Proteine zu teilen. Dies wird als polycistronische Expression bezeichnet. Ihr Vorteil gegenüber den analog verwendeten IRES Sequenzen ist die äquimolare Expression beider Proteine von einem gemeinsamen Promotor, während bei IRES das zweite Protein in geringerer Menge gebildet wird. Es wurde eine Genexpression von bis zu fünf Proteinen mit vier dazwischenliegenden 2A-Peptiden aus einem Gen beschrieben. Von verschiedenen untersuchten 2A-Peptiden war P2A das 2A-Peptid mit der effizientesten Spaltung, während F2A das mit der geringsten Effizienz war. Bei F2A können bis zu 50 % der Fusionsproteine ungespalten bleiben, wodurch unbeabsichtigte neue Funktionen entstehen können. 2A-Peptide können neben Säugetier- und Insektenzellen auch in Saccharomyces cerevisiae, Kokzidien und (mit Modifikationen) in Pflanzen verwendet werden. Das C-terminale Protein sollte keine Myristoylierung aufweisen, da durch 2A-Peptide dann die zelluläre Lokalisation verändert werden kann. Die Trennung der Proteine kann durch Transfektion eines Vektors, das für ein Protein-2A-Peptid-Protein codiert, in Zellkulturen mit nachfolgendem Western Blot überprüft werden. Da nach der Spaltung der 2A-Peptide kurze Peptidsequenzen an den Termini der getrennten Proteine zurückbleiben, kann es zu funktionellen Störungen dieser Proteine kommen.

## Vertreter
Die nachfolgende Tabelle listet die gentechnologisch relevantesten Vertreter der 2A-Peptide auf. Ein „GSG“-Linker (Gly-Ser-Gly) N-terminal vor dem 2A-Peptid kann die Effektivität zudem verstärken. 2A-Peptide besitzen die Konsensussequenz DxExNPGP.
| Bezeichnung | Sequenz                 |
| ----------- | ----------------------- |
| T2A         | EGRGSLLTCGDVEENPG'P     |
| P2A         | ATNFSLLKQAGDVEENPG'P    |
| E2A         | QCTNYALLKLAGDVESNPG'P   |
| F2A         | VKQTLNFDLLKLAGDVESNPG'P |